# مطار جياموسي دونغاجياو
مطار جياموسي دونغاجياو (بالإنجليزية: Jiamusi Dongjiao Airport)‏ و(بالصينية: 佳木斯东郊机场) (إياتا: JMU، إيكاو: ZYJM) مطار عام يقع بمدينة جياموسى في هيلونغجيانغ في الصين. يبلغ طول المدرج 2200 م ويرتفع عن سطح البحر 80 م.

## شركات الطيران والوجهات
| شركـات طيـران          | الوجهات |
| ---------------------- | --- |
| طيران الصين            | مطار بكين داشينغ الدولي |
| Chengdu Airlines       | مطار فويوان، مطار يهاي داسهويبو |
| خطوط شرق الصين الجوية  | مطار هانغتشو شياوشان الدولي، مطار جينان الدولي، مطار غينغادو جياودونغ الدولي، مطار شانغهاي بودنغ الدولي، مطار يانتاي بينجلاي الدولي |
| خطوط جنوب الصين الجوية | مطار داليان تشوشويزي الدولي، مطار قوانغتشو باييون الدولي                                                                            |
| خطوط هاينان الجوية     | مطار بكين العاصمة الدولي |
| خطوط شاندونغ الجوية    | مطار نانجينغ الدولي، مطار غينغادو جياودونغ الدولي، مطار يانتاي بينجلاي الدولي                                                       |

| خريطة الوجهات |
| --- |
| Jiamusi مطار بكين العاصمة الدولي مطار هانغتشو شياوشان الدولي مطار غينغادو جياودونغ الدولي مطار شانغهاي بودنغ الدولي مطار يانتاي بينجلاي الدولي مطار داليان تشوشويزي الدولي مطار قوانغتشو باييون الدولي مطار نانجينغ الدولي مطار جينان الدولي مطار بكين داشينغ الدولي مطار يهاي داسهويبو مطار فويوانمطار جياموسي دونغاجياو (الصين) |

## وصلات خارجية
- http://www.flightstats.com/go/Airport/airportDetails.do?airportCode=JMU